# Trolltjärnen (Edefors socken, Norrbotten, 734219-171678)
Trolltjärnen är en sjö i Bodens kommun i Norrbotten och ingår i Luleälvens huvudavrinningsområde.